# Akudo Oguaghamba
Akudo Oguaghamba é uma educadora, feminista, ativista de direitos humanos e militante LGBTQI+ nigeriana.
É fundadora e diretora executiva da organização sem fins lucrativos Women's Health and Equal Rights Initiative (WHER), uma das primeiras organizações de defesa de mulheres lésbicas, bissexuais e trans da Nigéria.
Foi copresidenta da Pan Africa ILGA (International Lesbian, Gay, Bisexual, Trans and Intersex Association), suplente, entre 2014 e 2016, e interina, entre 2016 e 2018.
Foi homenageada como tendo uma das 50 histórias mais inspiradoras entre agentes da mudança em prol dos direitos humanos, pelo EQUITAS – International Centre for Human Rights Education, de Montreal, Canadá.
Integrou o comitê The Solidarity Alliance for Human Rights (SAHR), que visa o avanço dos direitos e promoção do bem-estar das pessoas LGBTI e outras minorias na Nigéria.

## Biografia

### Educação
Oguaghamba se graduou em Língua e Cultura Francesas, obteve certificação em Gênero e Desenvolvimento e mestrado em Gerenciamento de projetos, pela University of Nigeria. Em 2015, cursou o International Human Rights Training Program (IHRTP) pelo EQUITAS – International Centre for Human Rights Education.

### Ativismo
Quando se mudou para Abuja, capital da Nigéria, em 2007, Oguaghamba, lésbica, conheceu algumas mulheres que também se identificavam como minorias, através de um grupo (predominantemente masculino) ativista em prol da educação sexual e luta contra a AIDS. À época, havia poucas oportunidades de contato entre mulheres LGBTQI. A partir da observação dos desafios em comum, Oguaghamba notou que tinham necessidade de se reunir e partilhar experiências. Tiveram a ideia de organizar informalmente um piquenique. Com a divulgação, havia a expectativa de vinte mulheres, mas vieram cem, incluindo muitas que viajaram horas a partir de outras cidades. Assim nasceu a Women's Health and Equal Rights Initiative (WHER), um canal confidencial de compartilhamento de histórias e experiências pessoais.
Desde a aprovação da lei Same-Sex Marriage Prohibition Act (SSMPA), que proíbe o casamento entre pessoas do mesmo sexo na Nigéria, em janeiro de 2014, as violações de direitos humanos pioraram no país. Oguaghamba tem defendido e oferecido acolhimento a mulheres e à comunidade LGBTQI+ nigeriana.

## Women's Health and Equal Rights Initiative(WHER)
WHER é uma organização sem fins lucrativos, surgida em 2007 informalmente, e registrada em 2011, que tem foco no bem-estar e na proteção dos direitos de lésbicas, bissexuais e mulheres de outras minorias sexuais na Nigéria.
Ativa nas redes sociais, busca expandir princípios de liderança feminista, como a autoconsciência e a autoconfiança das integrantes, por meio de um processo que combina aprendizagem e entretenimento. Sua cultura organizacional se baseia em um "Manifesto de Felicidade", que visa o bem-estar da comunidade.
Oferece serviços jurídicos às associadas, para os quais há uma linha disponível 24 horas por dia. O projeto além de educar sobre direitos, ajuda a identificar violações, incentiva a denúncia e fornece apoio psicossocial no processo.
Realiza workshops sobre saúde feminina, direitos humanos e acolhimento de minorias sexuais.
Tem uma parceria com o consórcio Count Me In! e colaboração de organizações como Mama Cash, Red Umbrella Fund (RUF), Association for Women's Rights in Development (AWID), Creating Resources for Empowerment in Action (CREA), Just Associates (JASS), Urgent Action Fund – Africa e o ministério das relações exteriores dos Países Baixos.

## Prêmios e honrarias
- 50 inspiring human rights changemakers (2017).[1]
- Membro do comitê The Solidarity Alliance for Human Rights (SAHR), Nigeria.[8][10]